# G’Angelo Hancock
Tracy G’Angelo Hancock (ur. 27 lipca 1997) – amerykański zapaśnik walczący w stylu klasycznym. Olimpijczyk z Tokio 2020, gdzie zajął siódme miejsce w kategorii 97 kg. Brązowy medalista mistrzostw świata w 2021 roku. 
Wicemistrz igrzysk panamerykańskich w 2019. Złoty medalista mistrzostw panamerykańskich w 2020; srebrny w 2019 i brązowy w 2017. Trzeci na MŚ juniorów w 2016 roku.
Zawodnik Fountain-Fort Carson High School i Daymar College z Nashville.